# Honorius III.

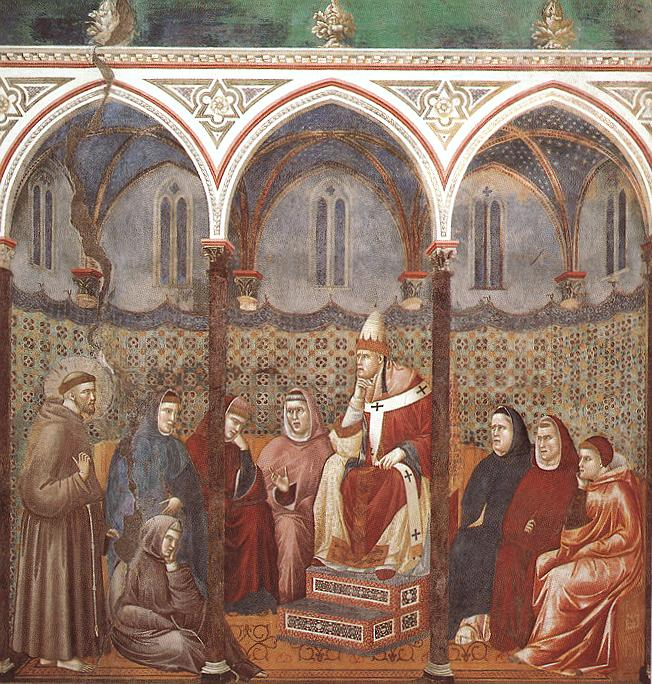
Franz von Assisi predigt vor Honorius III. (Fresko von Giotto di Bondone, 1295–1300)

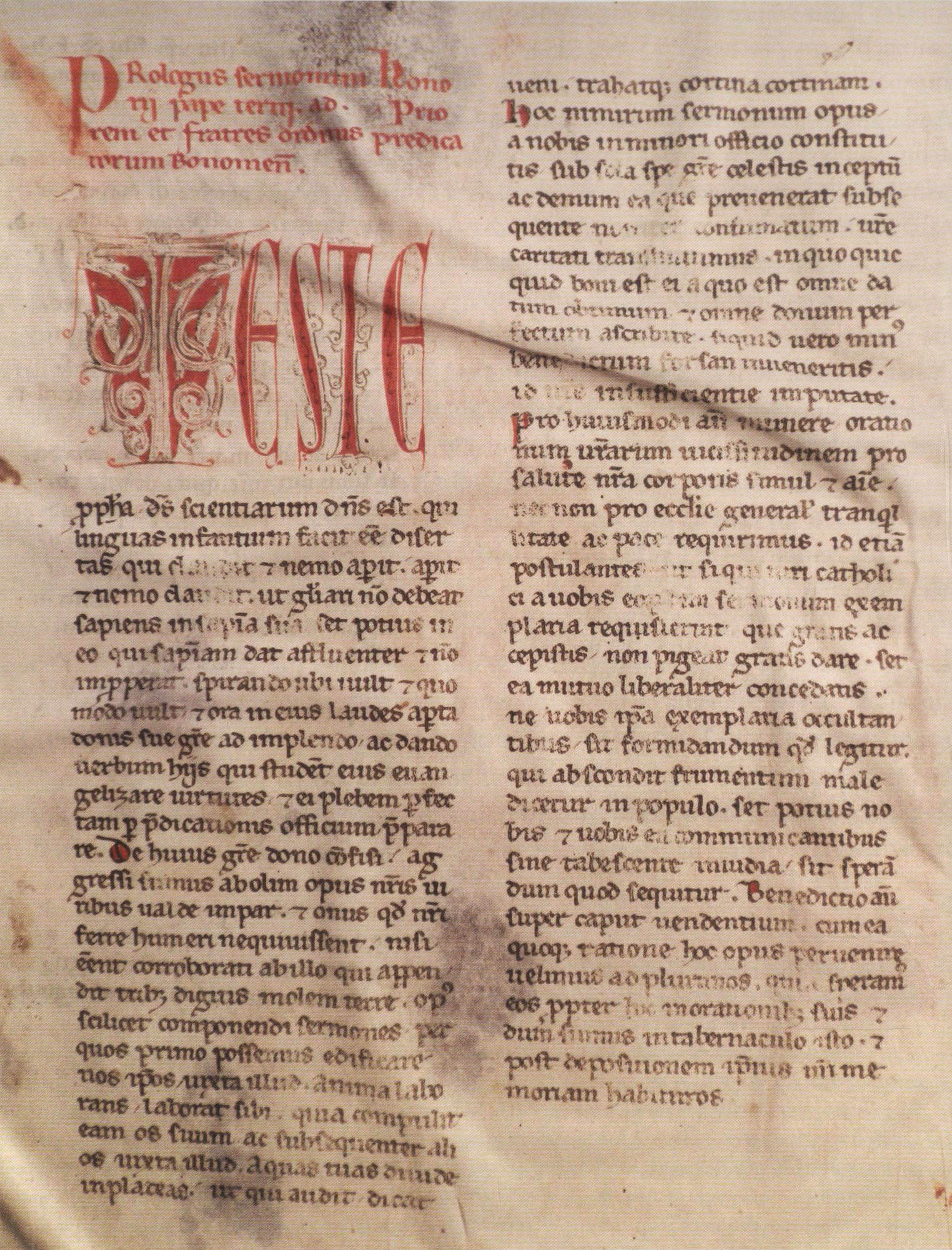
Prolog der Predigtsammlung von Papst Honorius III. Im Jahr 1220 wurde diese an den Prior und die Brüder des Predigerordens in Bologna geschickt. (Bologna, Biblioteca Comunale dell’Archiginnasio, A 925, fol. 1r.)

Honorius III., ursprünglich Cencio Savelli (* um 1148 in Rom; † 18. März 1227 ebenda), war Papst von 1216 bis 1227. Größte Bedeutung für die Kirchengeschichte gewann er durch die Bestätigung der Regeln der Dominikaner, Franziskaner und Karmeliter.

## Leben
Honorius wurde ca. 1148 in Rom geboren. Seine Herkunft aus dem Haus der Savelli ist unsicher. In Rom erzogen, wurde er Kanoniker von Santa Maria Maggiore und war von 1188 bis 1198 Camerlengo (Kardinalkämmerer der Heiligen Römischen Kirche). Er ist Verfasser des Liber censuum von 1192, einer Sammlung von Texten, darunter die namengebende Liste der Steuereinnahmen der römischen Kirche. 1193 wurde Cencio von Papst Coelestin III. als Kardinal von Santi Giovanni e Paolo in das Kardinalskollegium aufgenommen und war von 1194 bis 1198 auch Leiter der päpstlichen Kanzlei. Von 1198 bis 1216 war er wohl Kämmerer des Heiligen Kardinalskollegiums.
Am 18. Juli 1216 wurde er zum Papst erhoben. Als solcher versuchte er die Lehnshoheit über England und die Rechte des minderjährigen Königs Heinrich III. zu wahren. 1217 genehmigte er Christian von Preußen einen Kreuzzug gegen die heidnischen Prußen und erteilte ihm die Vollmacht, Bistümer zu gründen und Kathedralen erbauen zu lassen.
In Frankreich erreichte sein Legat, dass König Ludwig VIII. 1226 einen Kreuzzug gegen die Albigenser unternahm.
Sein Verhältnis zum sizilischen und deutschen König Friedrich II. wurde durch dessen Hinauszögern des versprochenen Orientkreuzzuges und sein Eingreifen in Bistumsbesetzungen in Sizilien belastet. Dennoch krönte Honorius ihn am 22. November 1220 zum Kaiser. Der ohne Friedrich begonnene Kreuzzug von Damiette scheiterte 1221 im Nildelta. In seinem Auftrag wurde auch eine Sammlung von Dekretalen erstellt, deren Anwendung Honorius erstmals zur Pflicht machte. 1225 im Vertrag von San Germano verpflichtete Honorius den Kaiser, spätestens bis August 1227 einen Kreuzzug zu beginnen. Das Scheitern des Aufbruchversuchs erlebte er nicht mehr: Honorius starb am 18. März 1227 in Rom. Er wurde in der Kirche Santa Maria Maggiore bestattet. Das Grabmal existiert nicht mehr.
Sein Nachfolger wurde Papst Gregor IX., in dessen Pontifikat die Spannungen zwischen Kaiser und Papst einen neuen Höhepunkt erreichten.
Sein Großneffe Giacomo Savelli wurde als Papst Honorius IV. von 1285 bis 1287 einer seiner Nachfolger.